# Читалиште у Деспотовици (Горњи Милановац)
Читалиште у Деспотовици, односно Деспотовцу, некадашњем имену града Горњи Милановац основано је залагањем Друштва за оснивање читалишта у Деспотовици. Сматра се да се Друштво окупило још 1857. године, али није познато да ли је тада почела и са радом.

## Историјат
Већ 20. јануара 1858. године, Министарство просвете доставља примедбе на правила Читалишта. Из извештаја окружног начелника, сазнаје се да је на "Томину суботу 1860. године отворено читалиште" . Из извештаја се такође сазнаје да се уписало 40 чланова, чији је годишњи улог 2 талира "за обрдржање ове установе" . Међутим, у извештају окружног начелника из 1869. године, сазнаје се да је "под 1. јануаром ове године отворена читаоница у овд. Вароши, која има редовних 70 чланова својих" , што значи да читаоница поново ради.
У 1875. години поднет је извештај о раду Читаонице у Горњем Милановцу, из кога се види да је читаоница 1874. године имала 23 члана, чији је улог био по 48 гроша и да је приход увећаван прилозима од беседа, добијеним поклонима и од наплаћеног интереса на капитал. Набављено је седам наслова новина а књижница је располагала са 243 књиге. По обавести тадашњег председника Читаонице, прота С. Јаковљевића, Читаоница у Горњем Милановцу је престала са радом 1879. године.
Данас је то Библиотека „Браћа Настасијевић” Горњи Милановац.

## Периодика
За потребе Читаонице, набављано је 7 наслова часописа, све на српском језику
- Будућност
- Видовдан
- Глас Јавности
- Јавност
- Домишљан
- Србске Новине
- Тежак